# Castello di Genepreto
Il castello di Genepreto è una fortificazione sita nel centro dell'abitato di Genepreto, frazione del comune italiano di Alta Val Tidone, in provincia di Piacenza.

## Storia
L'edificio fu probabilmente costruito intorno all'anno 1000, periodo in cui risultava essere una pertinenza della chiesa di Santa Brigida di Piacenza. In alcuni documenti risalenti al Basso Medioevo, altre fortificazioni, come il castello di Tassara, erano pertinenza di Genepreto.
Il castello, così come diverse altre località e fortificazioni della val Tidone fu danneggiato e incendiato nel 1243 da parte di Enzo di Svevia. Nel 1269 Genepreto, difeso in nome del comune di Piacenza da 50 uomini di fede guelfa posti sotto la guida di Sergio di Nibbiano e Oddino della Rocca, fu assaltato e dato alle fiamme da parte delle truppe fedeli a Ubertino Landi, provenienti da Zavattarello. I due capitani, viste le truppe avversarie ripiegare, si lanciarono al loro inseguimento, lasciando sole le truppe piacentine e cremonesi a difesa del castello e prestando il fianco ad un secondo attacco delle truppe dei Landi, che riuscirono a fare prigioniere una trentina di persone e a catturare cavalli e armi, nonché tre bandiere.
Nel 1408 il duca di Milano Giovanni Maria Visconti concesse Genepreto a Francesco e Antonio Malvicini Fontana da Nibbiano, i quali ottennero il titolo di marchesi. La famiglia Malvicini Fontana conservò la proprietà del castello per i secoli seguenti, svolgendo un ruolo primario nelle questioni politiche piacentine. Nel 1637, a seguito della scomparsa del marchese Gerolamo Malvicini Fontana di Luzzano, la camera ducale farnesiana procedette ad avocare a sé il fortilizio e tutte le sue pertinenze; l'edificio fu tuttavia occupato da Bartolomeo Malvicini Fontana, il quale avanzava la pretesa di essere il legittimo successore del defunto marchese. La definitiva estinzione del ramo della famiglia Malvicini Fontana avvenne nel 1792, anno in cui il castello e la località di Genepreto passarono sotto il controllo della famiglia Mandelli. Alla morte di Bernardino Mandelli, il castello fu poi trasmesso in eredità all'ospedale civile di Piacenza.
In seguito la proprietà del complesso fu ripartita tra varie persone che lo adattarono ad abitazione o ad attività rurali; nella seconda metà del XIX secolo l'edificio era già in gran parte rimaneggiato, con una torre che era stata riadattata a coro della locale chiesa e gli affreschi posti all'interno, raffiguranti i simboli della famiglia Malvicini Fontana, danneggiati a causa dell'umidità.

## Struttura
La struttura originaria, di dimensioni piuttosto rilevanti, ha subito pesanti trasformazioni e rimaneggiamenti, come l'adattamento di una torre in occasione della realizzazione della chiesa di San Giorgio Martire. Sono ancora visibili alcune feritoie strombate, porzioni della cinta muraria, tracce di archi e il dongione.